# Anachipteria deficiens
Anachipteria deficiens är en kvalsterart som beskrevs av Grandjean 1932. Anachipteria deficiens ingår i släktet Anachipteria och familjen Achipteriidae. Inga underarter finns listade i Catalogue of Life.